# Gérard II de Juliers
Pour les articles homonymes, voir Gérard de Juliers.
Gérard II de Juliers (? -1081), comte dans le pays de Juliers, fils de Everhard de Juliers et donc petit-fils de Gérard Ier de Juliers, auquel il succède en 1029

## Mariage et descendance
Gérard II est le père de :
- Gérard III de Juliers
- Gerlach de Juliers[1]